# Villers-sur-Coudun

Villers-sur-Coudun este o comună în departamentul Oise, Franța. În 1 ianuarie 2022 avea o populație de 1.419 de locuitori.